# وندی هاگ
وندی هاگ (انگلیسی: Wendy Hogg؛ زادهٔ ۱۵ سپتامبر ۱۹۵۶) شناگر اهل کانادا بود.
وی در مسابقات کشوری و بین‌المللی در مجموع برندهٔ ۳ مدال طلا، ۲ مدال برنز شده‌است.